# 558
El 558 (DLVIII) fou un any comú començat en dimarts del calendari julià.

## Esdeveniments
- A Constantinoble se succeeixen una epidèmia de pesta i un terratrèmol que enfonsa part de l'església de Santa Sofia, reconstruïda per Justinià I.
- Els àvars arriben al Caucas.[1]